# Барбарано-Романо
Барбарано-Романо (італ. Barbarano Romano) — муніципалітет в Італії, у регіоні Лаціо,  провінція Вітербо.
Барбарано-Романо розташоване на відстані близько 55 км на північний захід від Рима, 19 км на південь від Вітербо.
Населення — 1091 особа (2014).
Щорічний фестиваль відбувається 4 грудня. Покровитель — Santa Barbara.

## Демографія
Населення за роками:

Станом на 1 січня 2023 року в муніципалітеті офіційно проживало 77 іноземців з 20 країн, серед них 38 громадян країн Євросоюзу та 7 громадян України.

## Сусідні муніципалітети
- Блера
- Капраніка
- Веяно
- Ветралла
- Вілла-Сан-Джованні-ін-Туша